# Werkendam
Werkendam ( udtale ?; Brabantsk: Wérkendèm) er en kommune og en by i den sydlige provins Noord-Brabant i Nederlandene. 

## GAlleri
- Dussen Slot
- Statue af to Line-crosser